# Ruy Bacelar
Joaquim Rui Paulilo Bacelar (Entre Rios, 25 de outubro de 1935) é um engenheiro e político brasileiro que representou o estado da Bahia no Congresso Nacional.

## Biografia
Filho de João de Souza Bacelar e Helena Paulilo Bacelar. Engenheiro Civil formado pela Escola Politécnica da Universidade Federal da Bahia em 1960 com Especialização em Pavimentação Rodoviária pelo Instituto de Pesquisas Rodoviárias (IPR) e pelo Departamento Nacional de Estradas e Rodagem (DNER) e curso sobre Highway Engineering no Bureau of Public Roads nos Estados Unidos. Estreou na política como vereador em Entre Rios pela UDN na eleição de 1962, cidade onde presidiu também a Cooperativa Agrícola Mista. Ingressou na ARENA com o bipartidarismo e foi eleito deputado estadual em 1966 e deputado federal em 1970, 1974 e 1978 sendo reeleito pelo PDS em 1982. Com a implantação da Nova República em 1985 figurou entre os fundadores do PFL, porém tal fato não o impediu de buscar abrigo no PMDB pelo qual foi eleito senador em 1986. Seu irmão, João Carlos Bacelar foi deputado estadual e deputado federal pela Bahia.